# Liste der türkischen Botschafter in der Türkischen Republik Nordzypern
Liste der türkischen Botschafter in der Türkischen Republik Nordzypern.

## Botschafter
- İnal Batu, 1979–1984
- Bedrettin Tunabaş, 1984–1987
- Ertuğrul Kumcuoğlu, 1987–1991
- Cahit Bayar, 1991–1995
- Aydan Karahan, 1995–1996
- Ertuğrul Apakan, 1996–2000
- Hayati Güven, 2000–2004
- Aydan Karahan, 2004–2006
- Türkekul Kurttekin, 2006–2008
- Şakir Fakılı, 2009–2010
- Kaya Türkmen, 2010–2011
- Halil İbrahim Akça, 2011–2015
- Derya Kanbay, 2015–